# Église Notre-Dame de Berneuil (Charente)
Ne doit pas être confondu avec Église Notre-Dame de Berneuil (Charente-Maritime).
L'église Notre-Dame de Berneuil est une église catholique romane située à Berneuil, dans le département français de la Charente.
Elle est classée monument historique depuis 1914.

## Historique
L'église était le siège d'une cure, de l'ancien diocèse de Saintes. Elle a été construite dans la seconde partie du XIIe siècle.
Le nom de la paroisse, Notre-Dame, est peut-être originaire de la fontaine qui se trouve dans un vallon au pied de l'église, et qui était réputée pour soigner les maladies des yeux. 
Au Moyen Âge, Berneuil se trouvait sur l'un des chemins de Compostelle entre Tours et l'Espagne.
Le croisillon sud possède encore une peinture murale du XIVe siècle représentant un personnage avec fleur de lys et auréole, qui ne peut donc être que saint Louis, seul roi de France à avoir été canonisé.
L'ensemble de l'édifice a été relevé d'un étage à titre défensif et de refuge, probablement au XIVe ou XVe siècle à l'époque de la guerre de Cent Ans.
L'église dépendait de la châtellenie de Barbezieux.
Sur un des murs intérieurs de la nef, on peut voir une litre funéraire d'un de ses seigneurs, le baron puis marquis Michel Le Tellier, ministre de la guerre sous Louis XIV et qui transmit sa charge à son fils plus connu sous le nom de Louvois.

## Architecture
L'édifice est en forme de croix latine à quatre travées.
Le tout est surmonté d'un clocher carré.

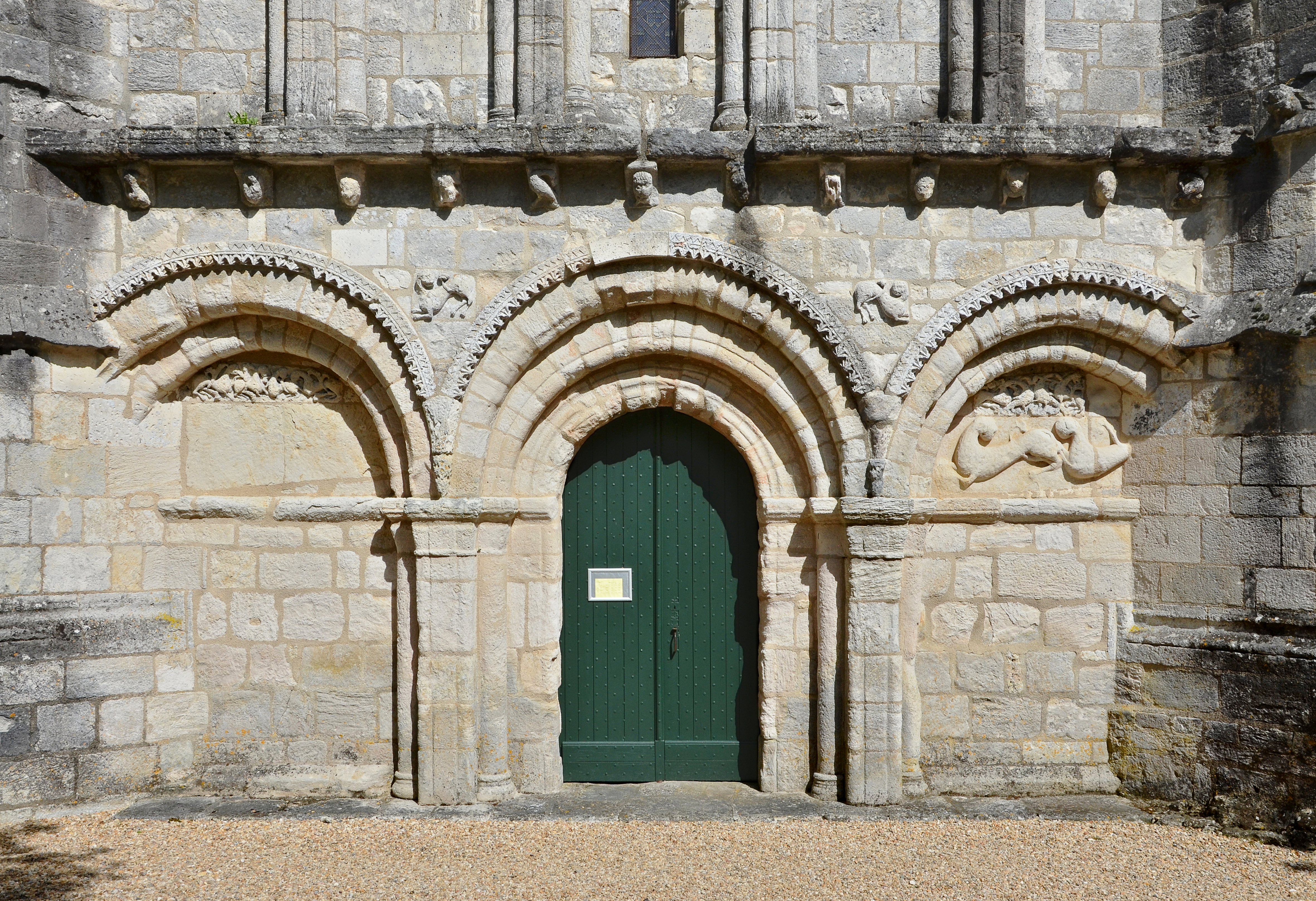
Le rez-de-chaussée de la façade
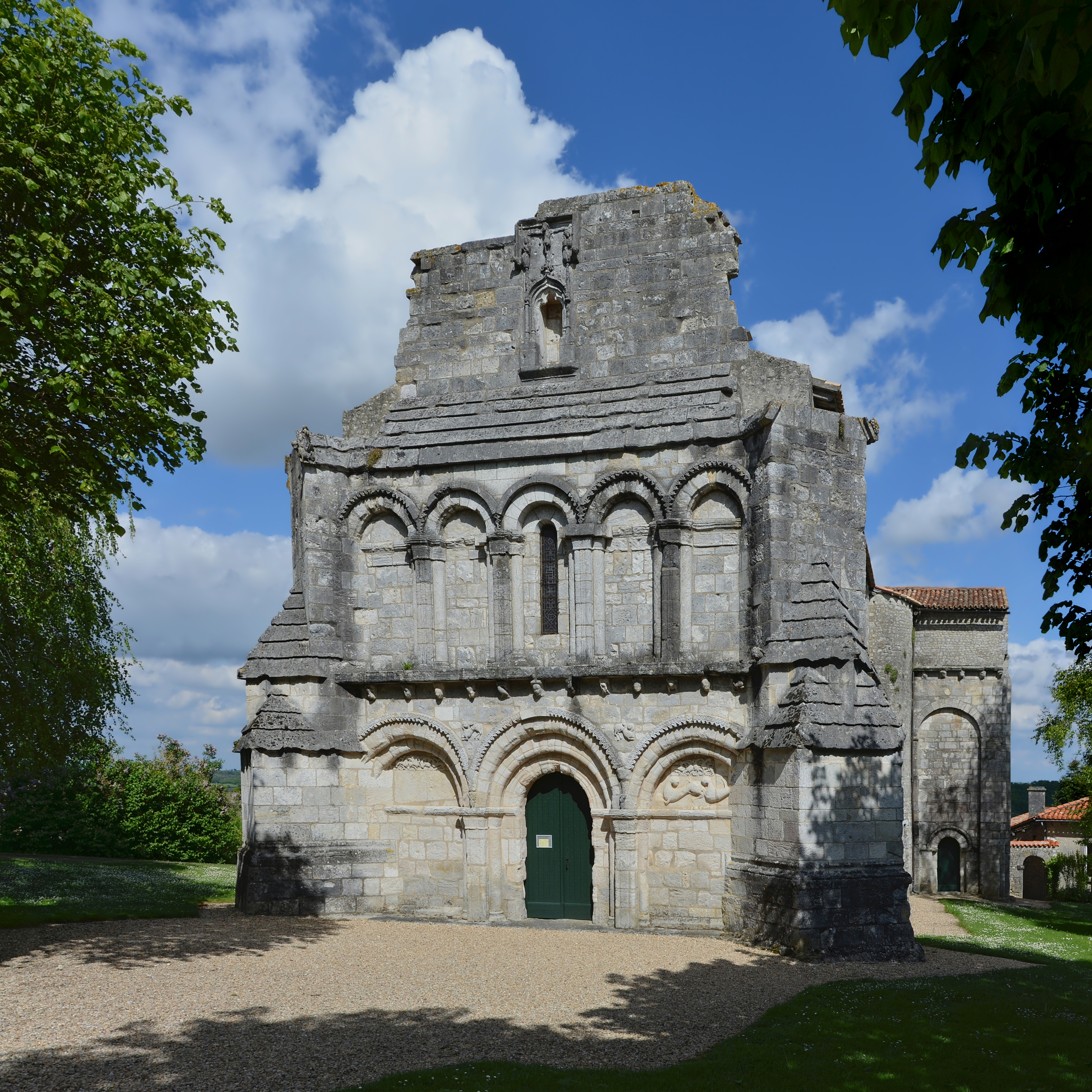
La façade
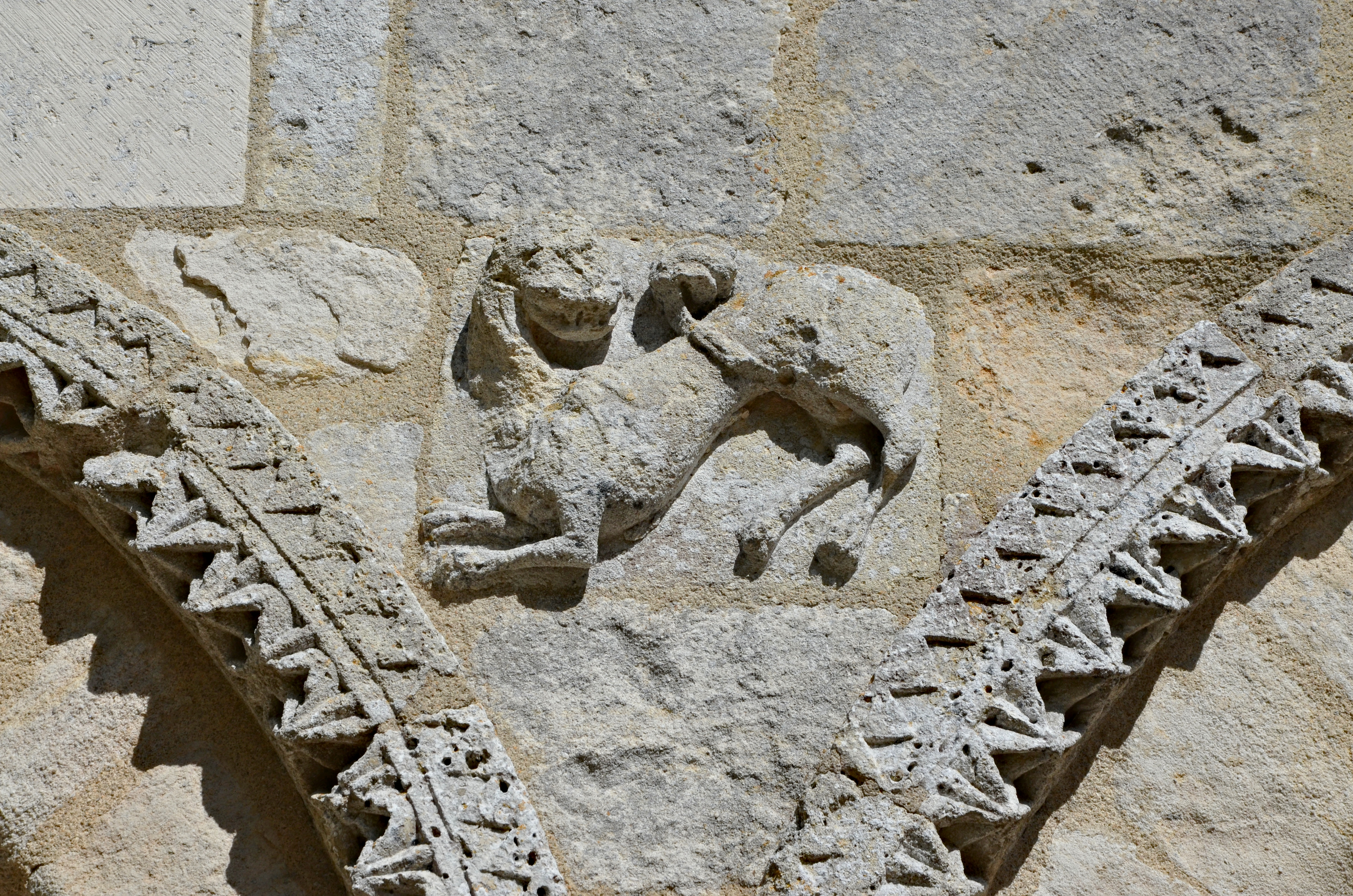
Détails de la façade
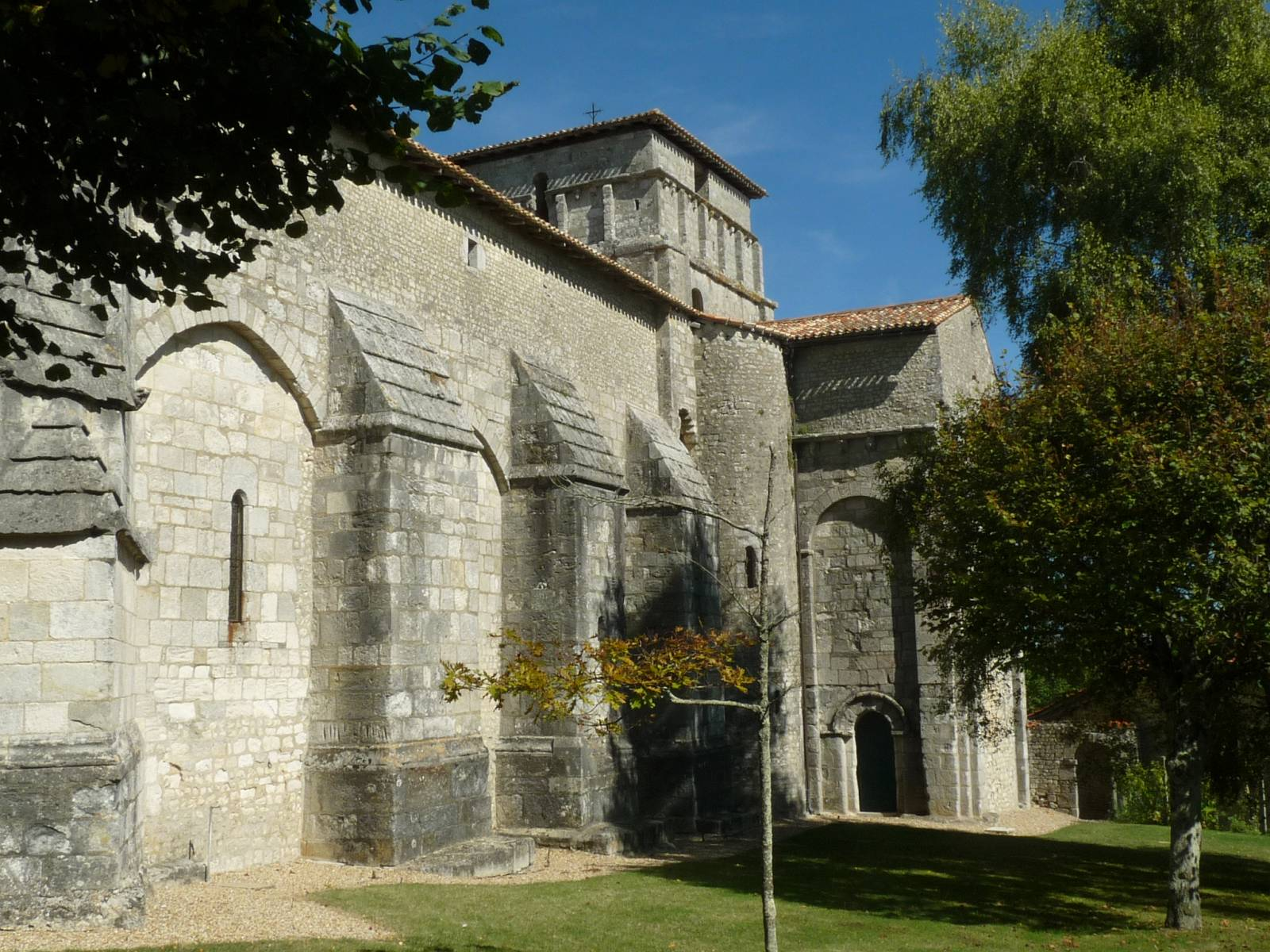
Vue latérale sud
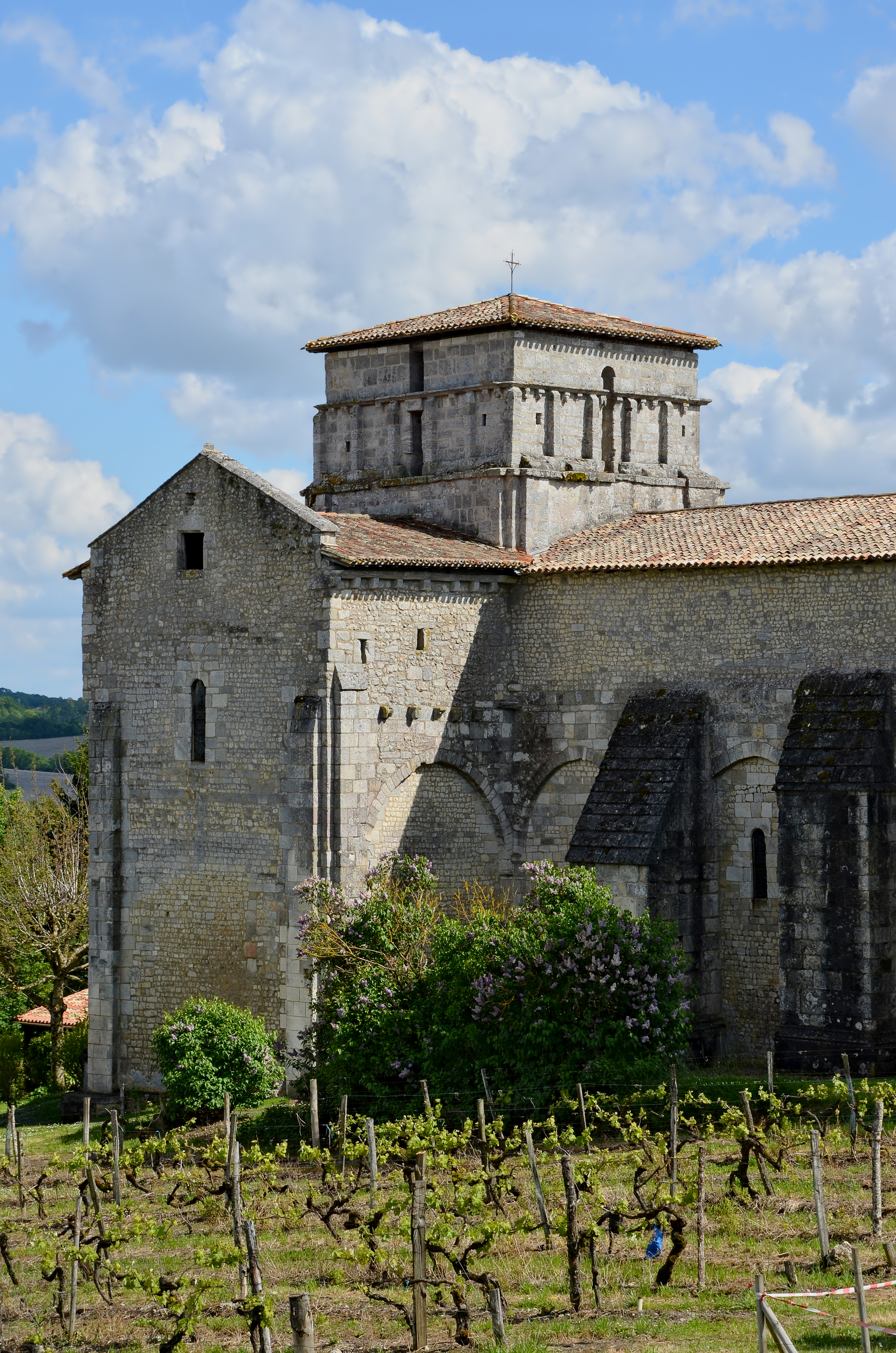
Le clocher
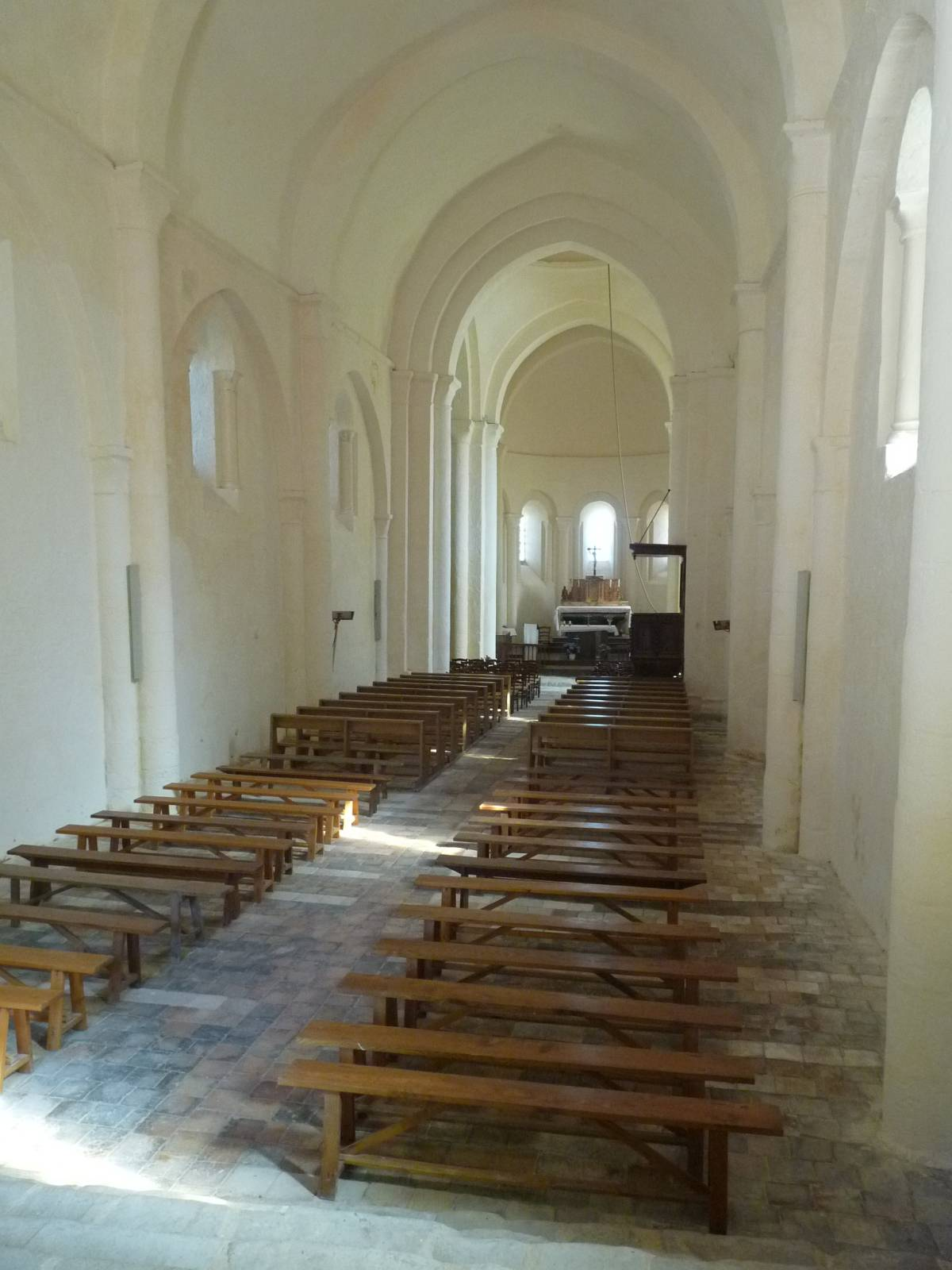
L'intérieur